# Mali rombidodekakron
| Mali rombidodekakron                   | Mali rombidodekakron                                   |
| -------------------------------------- | ------------------------------------------------------ |
|                                        |                                                        |
| Vrsta                                  | zvezdni polieder                                       |
| Elementi                               | F = 60, E = 120, V =42 ({\displaystyle \chi \,} = -18) |
| Grupa simetrije                        | Ih, [5,3], *532                                        |
| Sklici                                 | DU39                                                   |
| mali rombidodekaeder (dualni polieder) |                                                        |

Mali rombidodekakron je nekonveksen izoederski polieder. Je dualno telo malega rombidodekaedra. N a pogled je enak malemu dodekakronskemu heksekontaedru. Ima 60 sekajočih se antiparalelogramskih stranskih ploskev.

## Vir
- Wenninger, Magnus (1983), Dual Models, Cambridge University Press, ISBN 978-0-521-54325-5, MR730208